# ماري إلين سولت
ماري إلين سولت (بالإنجليزية: Mary Ellen Solt)‏ (1920 - 2007)، هي شاعرة وكاتبة مقالات ومترجمة ومحررة وأستاذة أمريكية. ولدت في 8 يوليو 1920 بمدينة جيلمور في أيوا، وتوفيت في 21 يونيو 2007. ولقد كانت أبرز أعمالها قصائد تحمل أسماء شكل الزهور مثل «فورسيثيا» و «ليلاك» و «جيرانيوم». جُمعت في 1966، ثم في 1968 حررت ماري مختارات رائدة "Flowers in Concrete" وهي ذات أهمية تاريخية من الشعر الأساسي: نظرة على العالم، التي كتبتها صحيفة نيويورك تايمز «تعتبر واحدة من المختارات الرئيسية للشكل». في الشعر الأساسي: نظرة عالمية، جمعت وترجمت وضعت سياقًا للحركة العالمية للشعر الملموس التي ظهرت في الخمسينيات والستينيات من القرن الماضي وهي أول حركة أدبية دولية. حيث أن ماري كانت موضوع العدد رقم 51 من المجلة السويدية OEI، والذي كان بعنوان «ماري إلين سولت - نحو نظرية الشعر الملموس».

## منشورات مختارة
في التحرير
- "Concrete Poetry: A World View," Indiana University Press, 1970

في الشعر
- Flowers in Concrete, Design Program, Fine Arts Dept., Indiana University, 1966